# Georg Stöhr
Georg Stöhr (* 21. Mai 1885 in Offenbach am Main; † 29. März 1977 ebenda) war ein deutscher Fechter. Er focht für den FC Offenbach und nahm an den Olympischen Spielen 1908 und 1912 teil.

## Erfolge
Bei den Olympischen Spielen 1908 in London nahm er im Degen- und Säbeleinzel teil, schied jedoch in beiden Waffen bereits in der ersten Runde aus. 1912 trat er in Stockholm nur mit dem Säbel an und drang im Einzel bis in die zweite von vier Runden vor, wo er als Fünfter seiner Runde ausschied. Mit der Säbelmannschaft belegte er bei insgesamt elf teilnehmenden Nationen den siebten Platz.
Bei den Deutschen Meisterschaften 1913 wurde Stöhr Zweiter mit dem Degen. 1909 gewann Stöhr ein Säbelturnier in Frankfurt, 1913 wurde er Zweiter mit dem Florett beim Jubiläumsturnier des TV Offenbach. Mit dem FC Offenbach focht Stöhr 1923 bei einem Turnier mit niederländischer Beteiligung, dem ersten internationalen Wettkampf für den FC Offenbach seit dem Ersten Weltkrieg. Nachdem das Fechten nach dem Zweiten Weltkrieg vom Alliierten Kontrollrat wieder erlaubt wurde, war Stöhr in Ermangelung eines richtigen Fechtmeisters einer der Vorfechter des Vereins.